# Onesia dynatophallus
Onesia dynatophallus är en tvåvingeart som beskrevs av Xue och Bai 2009. Onesia dynatophallus ingår i släktet Onesia och familjen spyflugor. Inga underarter finns listade i Catalogue of Life.